# Liste des telenovelas et séries de atv (Turquie)

Logo de atv (Turquie).

Cet article présente la liste des telenovelas et séries de atv (Turquie) par année de 1993 à aujourd'hui.

## Années 1993

### 1993
- Yol Geçen Hanı
- Noktasına Virgülüne
- Hastane
- Süper Baba

## Années 1994

### 1994
- Aziz Ahmet
- Bir Aşk Uğruna
- Cümbüşiye
- Mahallenin Muhtarları

## Années 1995

### 1995
- Azmi
- Umut Dünyası
- Bizimkiler
- Çiçek Taksi

## Années 1996

### 1996
- Kaldırım Çiçeği
- Şans Blokları
- Köşe Kapmaca
- Sarah ile Musa
- Ustura Kemal
- İlişkiler
- Gurbetçiler
- Tatlı Kaçıklar

## Années 1997

### 1997
- Başka İstanbul Yok
- Şaban ile Şirin
- Sıcak Saatler
- Baba Evi
- Böyle Mi Olacaktı

## Années 1998

### 1998
- Mavi Düşler
- Şeytanın Gözyaşları
- Tele Dadı
- Utanmaz Adam
- Aile Bağları
- Affet Bizi Hocam
- İkinci Bahar
- Çatısız Kadınlar

## Années 1999

### 1999
- Merdoğlu
- Günaydın İstanbul Kardeş
- İkinci Bahar

## Années 2000

### 2000
- Çiçek Taksi
- Parça Pinçik
- Savunma
- Uzaktan Kumanda

## Années 2001

### 2001
- 90-60-90
- Bizim Otel
- Cinler ve Periler
- Dünya Varmış
- Yapayalnız
- Benimle Evlenir misin?
- Hırsız
- Yeni Hayat
- Hayat Bağları

## Années 2002

### 2002
- Anne Babamla Evlensene
- Deli Yürek
- Mahallenin Muhtarları
- Kumsaldaki İzler
- Kurşun Asker
- Yeter Anne
- Asmalı Konak
- Ayrılsak da Beraberiz
- Çocuklar Duymasın
- Pembe Patikler
- Ekmek Teknesi
- Zerda (tr)

## Années 2003

### 2003
- Baba
- Hadi Uç Bakalım
- Ölümsüz Aşk
- Pilli Bebek
- Seni Yaşatacağım
- Patron Kim?
- Bir İstanbul Masalı
- Kurşun Yarası

## Années 2004

### 2004
- Arapsaçı
- Aşkın Mucizeleri
- Camdan Pabuçlar
- Canım Annem
- Canım Benim
- Çınaraltı
- Dişi Kuş
- Gerçeğin Ötesinde
- Görünmez Adam
- İstanbul Şahidimdir
- Mars Kapıdan Baktırır
- Sevinçli Haller
- Tarçın Konuştu
- Yadigar
- Melekler Adası
- Ruhun Duymaz
- Sayın Bakanım
- Aliye
- Büyük Yalan
- Avrupa Yakası

## Années 2005

### 2005
- Ateşli Topraklar
- Bendeniz Aysel
- Çılgın Yuva
- Dolunay
- Eylül
- İki Arada Aşk
- İlk Göz Ağrısı
- Kadının Sessizliği
- Kırık Kalpler Durağı
- Köpek
- Körfez Ateşi
- Misi
- Naciye'yi Kim Sevmez
- Nefes Nefese
- Saklambaç
- Savcının Karısı
- Sevda Tepesi
- Son Yüzleşme
- Sonradan Görme
- Yumurcaklar Kampı
- Aşk Oyunu
- Aşka Sürgün
- Belalı Baldız
- Yine de Aşığım
- Beyaz Gelincik
- Şöhret

## Années 2006

### 2006
- Azap Yolu
- Erkekler Ağlamaz
- Evet Benim / İşte Benim
- Gizli Patron
- Gözyaşı Çetesi
- İlk Aşkım
- Kuş Dili
- Ah İstanbul
- Bebeğim
- Hayatım Sana Feda
- Kadın Severse
- Hatırla Sevgili
- Sıla
- Selena

## Années 2007

### 2007
- Affedilmeyen
- Ayda
- Dicle
- Duvar
- El Gibi
- Ertelenmiş Hayatlar
- Fesupanallah
- Fırtınalı Aşk
- Gemilerde Talim Var
- Hayal ve Gerçek
- İki Yabancı
- Kara İnci
- Kelebek Çıkmazı
- Komiser Nevzat - Kanun Namına
- Korkusuzlar
- Senden Başka
- Şöhret Okulu
- Tılsım Adası
- Yersiz Yurtsuz
- Hepsi 1
- Karayılan
- Mahşer
- Sessiz Gemiler
- Sinekli Bakkal
- Elveda Rumeli
- Parmaklıklar Ardında

## Années 2008

### 2008
- Aman Annem Görmesin
- Cennetin Çocukları
- Dantel
- Doludizgin Yıllar
- Elif
- Gazi
- Geç Gelen Bahar
- Goncakaranfil
- Görgüsüzler
- Gurbet Kuşları
- Hıçkırık
- Kayıp Prenses
- Limon Ağacı
- Talih Kuşu
- Yaban Gülü
- Benim Annem Bir Melek
- Bizim Evin Halleri
- Adanalı
- Canım Ailem

## Années 2009

### 2009
- Aile Saadeti
- Altın Kızlar
- ES-ES
- Ey Aşk Nerdesin
- Kış Masalı
- Kız Kaçıran
- Masumlar
- Nefes
- Servet Avcısı
- Yalancısın Sen
- Kapalı Çarşı
- Kasaba
- Samanyolu
- Aşk Bir Hayal
- Unutulmaz

## Années 2010

### 2010
- Akrep Çemberi
- El Kızı
- Kalp Ağrısı
- Karanlığın Gözleri
- Kılıç Günü
- Sen Harikasın
- Şen Yuva
- Aşk ve Ceza
- Bitmeyen Şarkı
- Ezel
- Gönülçelen
- Kızım Nerede?
- Kurtlar Vadisi Pusu
- Çocuklar Duymasın
- Yahşi Cazibe

## Années 2011

### 2011
- Aşağı Yukarı Yemişlililer
- Babam Sağolsun
- Bir Günah Gibi
- Her Şeye Rağmen
- İstanbul'un Altınları
- Kalbim Seni Seçti
- Kurşun Bilal
- Reis
- Seni Bana Yazmışlar
- Al Yazmalım
- Tövbeler Tövbesi
- Alemin Kıralı
- Hayat Devam Ediyor

### 2012
- 2 Yaka Bir İsmail
- Son
- Son Yaz-Balkanlar 1912
- Uçurum
- Alev Alev
- Benim İçin Üzülme
- Krem
- Huzur Sokağı
- Kurtlar Vadisi Pusu
- Karadayı

## Années 2013

### 2013
- Aldırma Gönül
- Bizim Okul
- Neyin Eksik
- Tozlu Yollar
- Yağmurdan Kaçarken
- Yüksek Giriş
- Ben Onu Çok Sevdim
- Bugünün Saraylısı
- Cesur Hemşire
- Doksanlar
- Tatar Ramazan
- Kaçak

## Années 2014

### 2014
- Ankara'nın Dikmen'i
- Beyaz Karanfil
- Diğer Yarım
- Hatasız Kul Olmaz
- Kalp Hırsızı
- Üç Arkadaş
- Yasak
- Kara Para Aşk
- Kertenkele

## Années 2015

### 2015
- Analar ve Anneler
- Aşk Zamanı
- Bedel
- Günebakan
- Kara Ekmek
- Mutlu Ol Yeter
- Racon: Ailem İçin
- Sevdam Alabora
- Eve Dönüş
- Evli ve Öfkeli
- Yeter
- Kırgın Çiçekler

### 2016
- Aile İşi
- Kaçın Kurası
- Kehribar
- Rengarenk
- Seviyor Sevmiyor
- Aşk ve Mavi

### 2017
- Bu Şehir Arkandan Gelecek
- İkisini de Sevdim
- Ölene Kadar
- Seni Kimler Aldı
- Seven Ne Yapmaz
- Kanatsız Kuşlar
- Cennet'in Gözyaşları

### 2018
- 8.Gün
- Şahin Tepesi
- Ağlama Anne

### 2019
- Kuruluş: Osman
- Hercai
- Zengin ve Yoksul
- Canevim
- Kimse Bilmez

## Années 2020

### 2020
- Gel Dese Aşk
- Gençliğim Eyvah
- Maria ile Mustafa

### 2021
- Akıncı
- Bozkır Arslanı Celaleddin
- Maraşlı
- Baş Belası
- İkimizin Sırrı
- Destan
- Kalp Yarası
- Kardeşlerim
- Yalnız Kurt

### Sources
- (tr) Cet article est partiellement ou en totalité issu de l’article de Wikipédia en turc intitulé « Anexo:atv (Türkiye) » (voir la liste des auteurs).